# Wimbledon (stacja kolejowa)
Wimbledon – węzłowa stacja kolejowa, stacja metra i zarazem pętla tramwajowa na terenie London Borough of Merton. Kolejowa część stacji jest obsługiwana przez przewoźników South West Trains (który pełni też rolę administratora stacji), First Capital Connect i Southern. W ciągu roku korzysta z niej ok. 15,8 mln pasażerów. W sieci metra stacja należy do District Line i obsługuje ok. 15.1 mln pasażerów rocznie. Stacja należy też do sieci tramwajowej Tramlink, gdzie stanowi pętlę linii 3.